# پاپت (نرم‌افزار)
پاپت (به انگلیسی: Puppet) یک ابزار منبع باز مدیریت پیکربندی در زمینه در محاسبات است. در بسیاری از سیستم‌های یونیکس-مانند و همچنین بر روی ویندوز مایکروسافت اجرا می‌شود؛ و شامل زبان توصیفی خود برای توصیف پیکربندی سیستم است.
پاپت توسط  آزمایشگاه پاپت تولید شده است، که این آزمایشگاه توسط لوک کانیس در سال ۲۰۰۵ تأسیس شده است. با روبی نوشته شده است و به عنوان نرم‌افزار رایگان تحت مجوز عمومی همگانی گنو (GPL) تا نسخه ۲٫۷٫۰ عرضه شده است و پس از آن با مجوز آپاچی ۲٫۰ عرضه شده است.